# Johan Backlund
Johan Backlund (ur. 24 lipca 1981 w Skellefteå) – szwedzki hokeista. Reprezentant Szwecji.

## Kariera
- Skellefteå J20 (2000)
- Skellefteå (1999-2003)
- Leksand J20 (2003-2004)
- Leksand (2003-2006)
- Timrå (2006-2009)
- Adirondack Phantoms (2009-2011)
- Philadelphia Flyers (2010)
- Trenton Titans (2011)
- Kärpät (2012-2013)
- Witiaź Podolsk (2013-2014)
- Slovan Bratysława (2014-2015)
- Skellefteå AIK (2016)

Wychowanek klubu Skellefteå AIK. Do 2009 grał w rodzimych ligach Allsvenskan i Elitserien. Następnie w marcu 2009 wyjechał do USA i podpisał kontrakt z klubem Philadelphia Flyers, jednak w jego barwach w lidze NHL rozegrał jeden mecz 27 marca 2010, a poza tym głównie występował w zespole farmerskim w rozgrywkach AHL, a potem także ECHL. W styczniu 2012 powrócił do Europy i przez dwa sezony grał w fińskiej SM-liiga. Od czerwca 2013 zawodnik rosyjskiego zespołu Witiaź Podolsk w lidze KHL. Od maja 2014 zawodnik Slovana Bratysława. Od lutego 2016 zawodnik Skellefteå AIK.
Uczestniczył w turnieju mistrzostw świata w 2007. Ponadto w barwach narodowych występuje w turniejach Euro Hockey Tour.

## Sukcesy
Klubowe
- Mistrzostwo Allsvenskan: 2005 z Leksand
- Awans do Elitserien: 2005 z Leksand
- Srebrny medal mistrzostw Szwecji: 2016 ze Skellefteå

Indywidualne
- Allsvenskan 2004/2005: pierwsze miejsce w klasyfikacji średniej goli straconych na mecz
- Elitserien 2006/2007: skład gwiazd